# Sölden
Sölden är en ort och kommun i förbundslandet Tyrolen i Österrike. Kommunen har 3 110 invånare (2024), på en yta av 466,89 km². I söder har kommunen gräns mot Italien. Orten ligger i Ötztal, 1 368 meter över havet. Sölden är en skidort, där skidåkning är möjlig året runt på glaciärerna Tiefenbach och Rettenbach. Alpina världscupens inledande tävling varje säsong brukar vanligen hållas i Sölden, under en helg i slutet av oktober.

## Byn
Byn Sölden är en utsträckt by belägen i Ötztal. Längs bygatan finns flera sportbutiker och restauranger, även några nattklubbar. Hotell och olika former av pensionat i byn uppgår till totalt 33 stycken.
Byns centrum är beläget på 1 368 meter över havet, vilket är högre än många andra österrikiska vintersportorter. Sölden är därför ofta snörikt om vintern.

## Liftsystem
Ett utbyggt system av skidliftar når tre bergstoppar på över 3 000 meter över havet – Gaislachkogel (3 058 m ö.h.), Innerse Schwartze Schneid (3 370 m ö.h.) och Tiefenbachkogl (3 309 m ö.h.). Dessa tre toppar kallas för "Big 3" i marknadsföringen av orten. Vidare kan även topparna Rotogljoch (2 662 m ö.h.) samt Giggijoch (2 284 m ö.h.) nås.
Liftsystemets 33 liftar består mestadels av gondolbanor och stolliftar (de flesta med huvar), och endast ett fåtal släpliftar förekommer. Omkring 40 nedfarter finns; pistlängden anges till omkring 145 kilometer, där den längsta (egentligen flera olika sammanhängande pister) är 15 kilometer lång. Vidare finns det ett barnområde och en "Funpark".
Med tanke på bergstopparnas relativt höga höjd är pisterna relativt väderkänsliga, särskilt vad gäller vind. Firma Bergbahnen Sölden, eller mer korrekt "Ötztaler Gletcherbahn GmbH & Co KG", ansvarar för liftar och backar, samt även de större backrestaurangerna. Liftkortet gäller även på de lokaltrafikbussar som trafikerar byn. Det finns även en speciell "Afterskibuss", "Après Ski Bus", som går på eftermiddagar och kvällstid.

## Andra årstider
Utöver vinterturismen erbjuds olika aktiviteter även under de övriga årstiderna. Det inkluderar sommarskidåkning på glaciärerna, mountainbike, klättring och vandring.

## Indelning
Kommunen består av fem orter (Ortschaften) (inom parentes invånarantal 1 januari 2024):
- Gurgl med Obergurgl (429)
- Heiligkreuz (111)
- Sölden (2 297)
- Vent (127)
- Zwieselstein (146)